# Брандт (Південна Дакота)
Брандт (англ. Brandt) — місто (англ. town) в США, в окрузі Дул штату Південна Дакота. Населення — 114 особи (2020).

## Географія
Брандт розташований за координатами 44°40′1″ пн. ш. 96°37′31″ зх. д. / 44.66694° пн. ш. 96.62528° зх. д. (44.666933, -96.625156).  За даними Бюро перепису населення США в 2010 році місто мало площу 3,27 км², уся площа — суходіл.

## Демографія
Згідно з переписом 2010 року, у місті мешкало 107 осіб у 43 домогосподарствах у складі 24 родин. Густота населення становила 33 особи/км².  Було 50 помешкань (15/км²).
Расовий склад населення:
| - 96,3 % — білих |

До двох чи більше рас належало 2,8 %. Частка іспаномовних становила 3,7 % від усіх жителів.
За віковим діапазоном населення розподілялося таким чином: 25,2 % — особи молодші 18 років, 63,6 % — особи у віці 18—64 років, 11,2 % — особи у віці 65 років та старші. Медіана віку мешканця становила 35,8 року. На 100 осіб жіночої статі у місті припадало 105,8 чоловіків;  на 100 жінок у віці від 18 років та старших — 110,5 чоловіків також старших 18 років.
Середній дохід на одне домашнє господарство  становив 42 660 доларів США (медіана — 25 000), а середній дохід на одну сім'ю — 54 265 доларів (медіана — 48 750). За межею бідності перебувало 11,8 % осіб, у тому числі 18,8 % дітей у віці до 18 років та 0,0 % осіб у віці 65 років та старших.
Цивільне працевлаштоване населення становило 40 осіб. Основні галузі зайнятості: виробництво — 35,0 %, мистецтво, розваги та відпочинок — 22,5 %, освіта, охорона здоров'я та соціальна допомога — 22,5 %.